# Samsung Corby
Samsung Corby (также известен под индексом GT-S3650) — бюджетный смартфон компании Samsung Electronics, выпущенный в августе 2009 года. Позиционировался как недорогое устройство для прогрессивной молодёжи. Стал первым устройством в серии Corby.

## Позиционирование и рыночное положение
В начале лета 2009 года Samsung выпустила бюджетные смартфоны Star и Preston — первый отличался более качественным экраном, второй поддерживал сети 3G и имел более современный дизайн. Модель Star разрабатывалась с прицелом на хорошие продажи, но стала настолько популярной, что это оказалось внезапностью для компании-производителя. В связи с этим первое устройство линейки Corby, которое планировалось вывести на рынок к концу года по более низкой цене, могло бы создать нежелательную внутреннюю конкуренцию, а компании было сложно отказаться от высокой маржи на Star. Однако в Samsung нашли выход — сделали разницу в цене незначительной.
При запуске аппарата была проведена активная рекламная кампания. В частности, день выхода устройства Samsung официально представил клип известной группы 2PM — My Color, в котором ярко показывали сам смартфон. Рекламные материалы делали акцент на внешний вид и яркие цвета новинки, которая была ориентирована на молодёжную аудиторию.
По данным аналитика Mobile-review Эльдара Муртазина, основной конкурент для Samsung Corby — Nokia 5230. Компания LG не имела прямой конкурентной модели и была вынуждена снизить цену на смартфон LG KP500 для конкуренции с Corby.

## Описание

### Корпус и внешний вид
Samsung Corby представляет собой моноблок с сенсорным экраном, механическими кнопками и съёмной задней крышкой. Передняя панель устройства чёрная, а задняя часть, включая сменную крышку, бывает в чёрном, красном, белом, жёлтом, розовом или оранжевом цветах. Расцветка делит Samsung GT-S3650 Corby наискосок: верхний торец чёрный, а нижний является частью задней крышки. В продаже имелись сменные задние панели с разнообразными узорами.
На боковине аппарата имеется единственный прикрытый крышкой проприетарный разъём Samsung, предназначенный для подзарядки, передачи данных и подключения наушников. Этот маркетинговый приём характерен для бюджетных смартфонов Samsung того времени; более дорогие смартфоны оснащались стандартной парой разъёмов MicroUSB и mini-jack, расположенных более удобно — на торцах.
Под экраном расположены 3 механические кнопки — звонок, отбой и центральная клавиша, главным образом используемая в качестве кнопки «назад», аналогично таковой в смартфонах от Apple. Форма кнопки представляет собой треугольник Рёло, вложенный в серебристое обрамление такой же формы. Центральная кнопка, по мнению экспертов, является главным элементом дизайна лицевой стороны Corby.

### Экран
Samsung GT-S3650 (Corby) обладает 2,8-дюймовым ёмкостным сенсорным экраном с разрешением 240 х 320 точек. Дисплей сделан по технологии TFT TN. Отображаются 262 144 цветов.

### Камера
Камера позволяет делать фотоснимки с разрешением 2 Мпикс (1600х1200). И записывать видео в формате H.263, MPEG4 с разрешением 240х320.
Также камера поддерживает различные режимы съёмки: один снимок, снимок улыбки, непрерывный, панорама, ночной режим. Качество фотосъёмки оценивается экспертами как низкое, но соответствующее позиционированию смартфона в бюджетном сегменте.
| Разрешение камеры         | 2 Мпикс(1600х1200)                                                  |
| Цифровой / оптический зум | 4х цифровой                                                         |
| Вспышка                   | Нет                                                                 |
| Автофокус                 | Нет                                                                 |
| Режимы съемки             | Один снимок, снимок улыбки, непрерывный, панорама, ночной режим     |
| Фотоэффекты               | Черно-белое, сепия, негатив, акварель                               |
| Баланс белого             | Авто, дневной свет, лампа накаливания, флуоресцентный свет, облачно |
| ISO-чувствительность      | Авто                                                                |